# (25230) Borgis
(25230) Borgis est un astéroïde de la ceinture principale.

## Description
(25230) Borgis est un astéroïde de la ceinture principale. Il fut découvert le 11 octobre 1998 à la station Anderson Mesa par LONEOS. Il présente une orbite caractérisée par un demi-grand axe de 3,04 UA, une excentricité de 0,12 et une inclinaison de 10,6° par rapport à l'écliptique.